# Condado de Washington (Utah)
El condado de Washington (en inglés: Washington County), fundado en 1852, es uno de 29 condados del estado estadounidense de Utah. En el año 2008, el condado tenía una población de 137,589 habitantes y una densidad poblacional de 22 personas por km². La sede del condado es St. George. El condado de Washington se encuentra en el 5º puesto de los condados con mayor incremento de trabajo en los Estados Unidos.

## Geografía
Según la Oficina del Censo, el condado tiene un área total de 6293 km² (2429,7 mi²), de la cual 6285 km² (2426,6 mi²) es tierra y 8 km² (3,1 mi²) (0.13%) es agua.

### Condados adyacentes
- Condado de Iron (norte)
- Condado de Kane (este)
- Condado de Mohave (Arizona) (sur)
- Condado de Lincoln (Nevada) (oeste)

## Demografía
Según el censo de 2000, había 90,354 personas, 29,939 hogares y 23,442 familias residiendo en la localidad. La densidad de población era de 14 hab./km². Había 36,478 viviendas con una densidad media de 6 viviendas/km². El 93.57% de los habitantes eran blancos, el 0.21% afroamericanos, el 1.47% amerindios, el 0.45% asiáticos, el 0.42% isleños del Pacífico, el 2.24% de otras razas y el 1.65% pertenecía a dos o más razas. El 5.23% de la población eran hispanos o latinos de cualquier raza.
Los ingresos medios por hogar en la localidad eran de $37,212, y los ingresos medios por familia eran $41,845. Los hombres tenían unos ingresos medios de $31,275 frente a los $20,856 para las mujeres. La renta per cápita para el condado era de $15,873. Alrededor del 7.70% de la población y el 11.20% de las familias estaban por debajo del umbral de pobreza. El 14.60% de los menores de 18 años y el 4.20% de los habitantes de 65 años o más vivían por debajo del umbral de pobreza nacional.
| 691        | 4,612 | 6,764 | 26,065 | 48,560 | 90,354 |
| (Fuente: ) |       |       |        |        |        |

### Carreteras principales
- Interestatal 15
- Ruta Estatal 9
- Ruta Estatal 17
- Ruta Estatal 18
- Ruta Estatal 59

### Áreas protegidas
- Bosque Nacional Dixie (parte)
- Parque nacional Zion (parte)

## Localidades

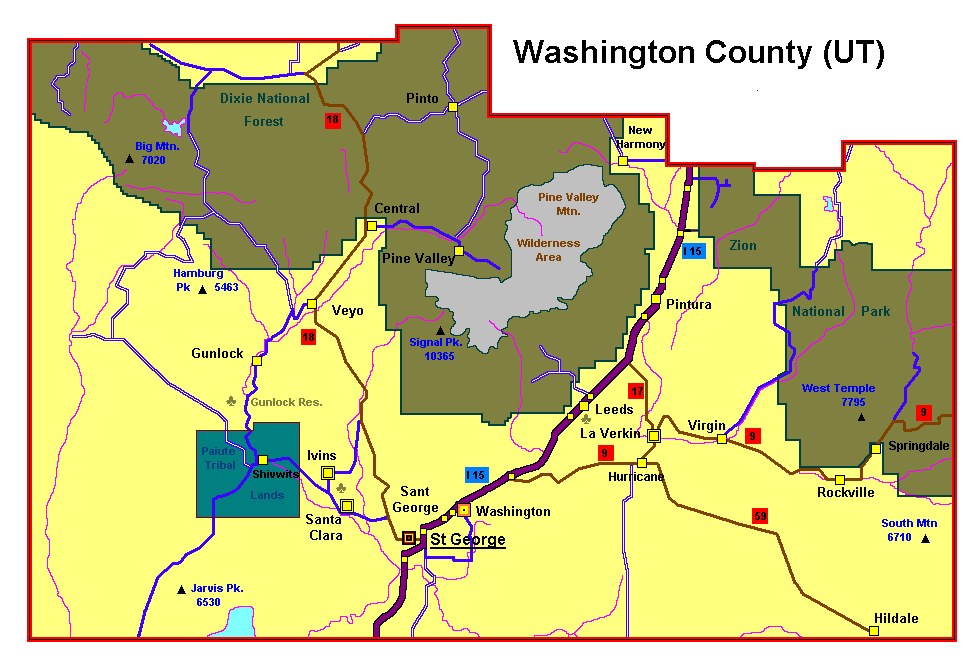
Localidades del condado de Washington

- Apple Valley, incorporado en 2004
- Central
- Dammeron Valley
- Enterprise
- Gunlock
- Hildale
- Hurricane
- Ivins
- La Verkin
- Leeds
- New Harmony
- Pine Valley
- Pintura (antes llamado Bellevue)
- Rockville
- Santa Clara
- Springdale
- St. George
- Toquerville
- Veyo
- Virgin
- Washington